# フランス国立宇宙研究センター

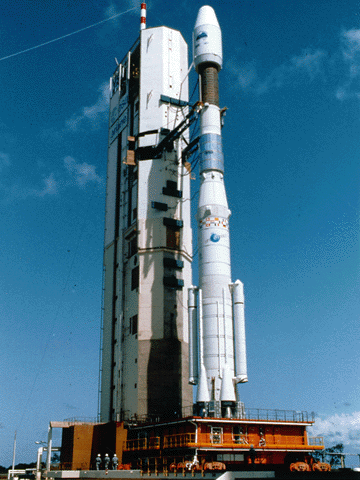
アリアン4ロケット

フランス国立宇宙研究センター（フランスこくりつうちゅうけんきゅうセンター、フランス語: Centre national d'études spatiales、略称：CNES、クネス）は、フランスの宇宙開発・研究を行う政府機関である。ヨーロッパ各国が共同で設立した欧州宇宙機関（ESA）で中心的な役割を果たしている。
本部はパリにあり、トゥールーズに研究部門、南米のフランス領ギアナのクールーにギアナ宇宙センターを持ち、アリアンロケットはすべてここから発射される。

## フランス国立宇宙研究センターの歩み

### 初期（1961年 - 1981年）
第二次世界大戦の終盤以降、ロケットに関するドイツの技術が同盟諸国の関心を集めるようになった。各国は最大限の技術情報を収集し、V2ロケットの開発に加ったドイツ人技術者の協力を要請しようとした。フランスではヴェロニク観測ロケットに結実する最初のロケットを開発する任務が、LRBA（Laboratoire de Recherche Balistiques et aérodynamiques、弾道学・空気力学研究所）に課せられた。科学者も軍人もこの開発に熱意を示した。冷戦、スプートニク衛星の打ち上げ、ド・ゴール将軍の独立主義政策という背景があり、宇宙開発はやがて政府の優先政策の一つになった。1959年に、フランスの宇宙活動を統括するCRS（Comité de Recherche Spatiale、宇宙開発研究委員会）が創設された。同年、航空宇宙産業界によって設立されたSEREB（ミサイル開発管理機関）は、宝石 (Pierres Précieuses) 計画でフランス最初の衛星打上げロケット、「ディアマン」の開発に成功する。ここに至って、真の宇宙開発計画を統括・推進する機関が必要となり、フランス国立宇宙研究センター（CNES）が公共機関として、1961年12月19日に創立される。その一番の使命は、フランスが宇宙大国として米ソに肩を並べることだった。この使命は1965年11月26日にアマギール宇宙センターからフランス初の人工衛星「アステリックス」の打ち上げ成功によって達成される。1961年から1981年に至るまでの期間、CNESは欧州の宇宙開発を索引した。この間、他の欧州国が手をこまねいていたのに対して、CNESは打ち上げロケット、人工衛星、発射設備、運用センター、地上局ネットワーク、研究施設など、宇宙開発計画に不可欠な基幹施設を整備した。これに対応して、フランスには競争力のある活発な宇宙産業が育まれた。80年代、CNESは欧州宇宙機関（ESA）の設立に力を尽くし、その為にアリアンロケットを開発した。そして、ESAは重要な機関になり、多様な国際計画の委託を受けるようになった。CNESはESAに於いてフランスを代表し、それ自体はより実用指向の野心的な国家プログラムに活動の重点を置くようになった。

### 宇宙利用の発展（1980年 - 1995年）
1974年になると、フランスの宇宙予算の大部分は欧州の宇宙計画に与えられるようになる。結果としてCNESのいくつかの計画（地球観測Géole計画とその衛星 Dialogue、ギアナ宇宙センター、ディアマンB-P4ロケット）が凍結され、国内プログラムも（気象衛星計画メテオサット、アリアンロケット）段階的にESAへ移転された。この時代は、CNESにとって、社会的にも技術的にも困難な時代で、イーブ・シヤル長官とユベール・キュリアン理事長以下の執行部の下で、数年にわたる改革が行われた。1977年には、政府がCNESの優先ミッションについて以下の指針を示した。
- 早急にアリアンロケットを実証し、欧州宇宙機関において製造を開始する。CNESは計画の3分の2の資金を分担し、代理人として開発と製造を指揮する。

1979年12月24日にクールー宇宙センターからアリアン1ロケットが成功裡に打ち上げられ、この目標は達成された。数回の改良を経てアリアン4ロケットに進化し、商業打ち上げシェアの大半を占めるようになった。2003年までに、この第一世代アリアンロケットの打ち上げは144回に上り（内116機がアリアン4ロケット）、並外れた成功率を誇っている。より出力高いアリアン5ロケットが2003年に後継機となった。
- 地球観測国家プログラムをCNES内部で検討する。

SPOT衛星計画を生み出す検討が、トゥールーズスペースセンターで行われた。この計画は、新政策によって主要な計画を凍結され、エンジニア達への代償のようだった。しかし、スポット計画がCNESの重要な計画の一つになった事実から、正しい判断であったと言える。衛星5機が打ち上げられ、1986年に運用が開始した。又、軍用衛星Heliosは、新世代のSPOT衛星との技術協力の恩恵に浴している。
- 市場におけるフランスの優位性を確保する。

フランス宇宙プログラム、そして欧州プログラムを通じて、ロケットや衛星に係わる技術及び宇宙システム全体の管理技術が産業として成長した。CNESは産業としての強化に貢献し、現在も品質・信頼性、経営管理手法、宇宙技術者育成などに、努力を続けている。
- ドイツとの協力による世界初の通信衛星Symphonie計画は成功したが、以後CNESはフランス一国レベルではなく、欧州の電気通信（携帯電話、テレビ、データ通信）計画であるECSプログラムを支援することによって、欧州としてこの分野に貢献する。

## 5つの主要なプログラム
CNESは、アリアンスペース社や欧州宇宙機関（ESA)と協力して5つの分野で活動している。
1. 宇宙へのアクセス
2. 地球観測
3. 宇宙利用（測位、航法、通信、放送）
4. 科学技術・革新
5. 安全保障・防衛

ロケットや衛星の製造を担当しない場合でも、数多くの宇宙計画の誕生にCNESはかかわっている。ロケットに関しては、アリアンシリーズを計画し、打ち上げ国であるフランスの為に設計と認証を指導している。また欧州宇宙機関（ESA）がプライムコントラクターである新しい開発に取り込む手助けをしている。船舶、航空機、陸上車両が地球上いかなる場所で遭難しても、捜索・救難する目的の国際計画コスパス・サーサットにCNESは参画している。1982年に第一歩を踏み出したコスパス・サーサットは、地球を常時カバーする衛星コンステレーションで形成され、ビーコンが発信する遭難信号を検出する。今後コスパス・サーサットのミッションペイロードが欧州のガリレオ衛星に搭載されれば、性能は改善され、遭難信号をほぼリアルタイムに受信し、信号発信位置も精度数メートルで特定できるようになる。

## 青少年向け活動
創設以来CNESは、アトラクション、出版物、展示会、体験活動、人材育成など、多様な教育手段を通して青少年に向けた活発的な啓蒙活動を行っている。科学協会Planete Science、科学技術産業文化センターCCSTI、及び様々な地方組織等と連携して活動している。

## 技術センター

### トゥールーズ宇宙センター
トゥールーズ宇宙センターはRangueil-Lespinet地域において、ほぼ50ヘクタールに亘る敷地を有している。航空郵便の歴史上名高いMontaudranに近く、航空宇宙分野の研究施設や大学が点在する巨大複合施設の中核をなしている。ここには航空宇宙分野の専門学校、研究所、企業（EADS アストリウム(EADS-Astrium)、スポット・イマージュ(Spot-Image)、CLSアルゴス(CLS-Argos)、Intespace等）も集っている。トゥールーズ宇宙センターは、ロケットと打ち上げ以外のCNESが統括する研究やプロジェクトの中枢を担っており、DORISなどで衛星の位置把握や測位も行われている。事業内容：
1. 計画のマネージメント
2. 技術研究
3. 軌道上の衛星の位置・姿勢制御
4. 情報処理・解析
5. サポート（運営管理、ロジスティック、通信）

大部分がエンジニアと管理職である1500人の職員を擁している。

### ギアナ宇宙センター
ギアナ宇宙センターは1964年にフランス領ギアナのクールーに設置された。欧州の宇宙港と呼ばれ、ここからアリアンロケット（ソユーズとヴェガロケットも）が宇宙に向けて送り出されている。信頼性と安全性に優れ、稼動力が高い宇宙基地として、CNESはESAおよびにアリアンスペース社にギアナ宇宙センターを提供し、フランスの名において施設と職員の安全を保障している。ギアナ宇宙センターは、赤道に近く、絶好の地理的条件を満たしている。地球の回転速を利用して東方向へ打ち上げができ、又北方向へ打ち上げた場合4000キロまで海上を飛行するのでリスクも最小限にとどまる。

### エヴリー・ロケット局
ロケット局は、1974年のBretigny-sur-Orgeセンターの閉差に伴って、新しい町エヴリーに移転した。アリアンロケットの開発を請負い、アリアンスペースに代わって、工業的製造段階をサポートする。ヴェガロケットの第一段を受け持ち、ギアナにおけるソユーズの打ち上げ台も担当する。また、次世代の打ち上げロケットや推進システムを研究し、将来に備えている。

## GEIPAN
CNESはまた、未確認大気宇宙現象研究グループ、通称GEIPANという機関を設立している。アメリカ空軍によるプロジェクトブルーブック亡き後、UFO（フランスではOVNIという）に関する研究及び調査を行っている現在世界で唯一の国の機関である。調査結果はホームページ上で公開されている。

## 歴代最高責任者

### 理事長
- Pierre Auger（ピェール・オージェ）：1961年－1962年
- Jean Coulomb（ジャン・クーロン）：1962年－1967年
- Jean-francois Denisse（ジャンフランスア・デニス）：1967年－1973年
- Maurice Levy（モーリス・レーヴィ）：1973年－1976年
- Hubert Curien（ユベール・キュリアン）：1976年－1984年
- Jacques-Louis Lions（ジャック・ルイ・リオン）：1984年－1992年
- Rene Pellat（ルネ・ペーラ）：1992年－1995年
- Andre Lebeau（アンドレ・ルボー）：1995年－1996年
- Alain Bensoussan（アラン・ベンスサン）：1996年－2003年
- Yannick d'Escatha（ヤニック・デスカタ）：2003年－

### 長官
- Robert Aubiniere（ロベル・オビニェール）：1962年－1973年
- Michel Bignier（ミッシェル・ビニェ）1974年－1976年
- Yves Sillard（イーブ・シヤル）1976年－1982年
- Frederic d'Allest（フレデリック・ダレスト）1982年－1989年
- Jean-Marie Luton（ジャンマリ・リュトン）1989年－1990年
- Jean-Daniel Levi（ジャンダニェル・レヴィ）1990年－1996年
- Gerard Brachet（ジェラール・ブラッシェ）1997年－2002年

長官席が空席になり、その後、2005年に政令によって廃止された。

### 長官代理
- Michel Lefevre（ミッシェル・ルフェーブル）：2003年－2005年
- Stephane Janichewski（ステファン・ジャニチェフスキ）：2006年－

## 出版物
CNESMAGはフランス宇宙研究センターの広報季刊紙で、仏英両各国語によって記載。CNESホームページよりアクセス出来る。